# Léon Foucault
Jean-Bernard-Léon Foucault (n. 18 septembrie 1819, Paris, Franța – d. 11 februarie 1868, Paris, Franța) a fost un fizician și astronom francez.
A rămas în istoria fizicii mai ales pentru experimentul său care a demonstrat rotația Pământului în jurul axei sale (pendulul lui Foucault, instalat în Pantheonul din Paris). Acest pendul a fost reinstalat în 1995 și în prezent poate fi vizitat. Alte contribuții ale sale în fizică: determinarea vitezei luminii, inventarea giroscopului, descoperirea „curenților Foucault”.